# Arístocles de Cidònia
Arístocles de Cidònia (en llatí Aristocles, en grec antic Άριστοκλής) va ser un dels més antics escultors grecs que segurament va viure al segle vi aC, nascut a Cidònia, a Creta. Segons Pausànies, va treballar a Zancle (després Messina) a la Magna Grècia. De vegades se l'anomena Arístocles de Sició, perquè sembla que va treballar també en aquella ciutat.
Segons Pausànies va fer un grup d'estàtues de bronze que representaven a Hèracles lluitant dalt de cavall contra les amazones, que Evàgores de Zancle va dedicar a Olímpia. Va ser segurament el pare de l'escultor i arquitecte Cleotes i avi dels també escultors Canacos i Arístocles de Sició.